# Janusz Rychlewski
Janusz Rychlewski (ur. 5 kwietnia 1915 w Żninie, zm. 12 września 1987 w Radziejowie Kujawskim) – polski wojskowy oraz prozaik, dramaturg i publicysta.

## Życiorys
Urodził się w Żninie w 1915 roku. W 1922 roku wraz z rodzicami osiedlił się w Bydgoszczy. W okresie międzywojennym studiował prawo na Uniwersytecie Poznańskim. Był również publicystą w lokalnych gazetach wielkopolskich oraz pracownikiem poznańskiego radia.
Brał udział w kampanii wrześniowej w 1939 roku. Dostał się do niewoli radzieckiej, jednak udało mu się zbiec na Litwę, a później na Łotwę, gdzie został internowany. W 1941 roku przedostał się na ziemie polskie. Służył w ZWZ-AK. Pracował też jako redaktor w konspiracyjnych czasopismach. Zagrożony aresztowaniem, zbiegł na Węgry, ale po zajęciu tego kraju przez wojska niemieckie, powrócił do Polski. W 1944 roku wziął udział w powstaniu warszawskim. Po klęsce powstania służył w oddziałach Armii Krajowej na Podkarpaciu i w Małopolsce.
Po wojnie osiedlił się na Pomorzu, gdzie był m.in. kierownikiem literackim Polskiego Radia w Gdańsku. W latach 1946–1949 przebywał w Łodzi. Po 1949 roku zamieszkał w Warszawie poświęcając się pracy pisarskiej. W 1953 roku był krótko więziony z przyczyn politycznych. W roku 1964 jako stypendysta Fundacji Kościuszkowskiej wyjechał na Zachód, odwiedzając m.in. Stany Zjednoczone, Szwajcarię, Francję i Włochy. Do kraju powrócił w 1973 roku. W roku 1977 znów wyjechał na Zachód, skąd powrócił w 1978 roku.
12 września 1987 roku zmarł w Radziejowie Kujawskim w następstwie wypadku samochodowego. Zgodnie z życzeniem pochowano go w grobowcu rodzinnym na cmentarzu w Żninie 19 września 1987 roku.

## Wybrana twórczość literacka
- Admirał i Junga
- Czapka frygijska
- Człowiek z Gutaperki
- Flota króla Zygmunta
- Habit i czako
- Muszkieterowie znad Wisły cz. 1 i 2
- Otwarte niebo
- Sombrero
- Zielone granice